# Oligodon churahensis
Oligodon churahensis — вид змій родини полозових (Colubridae). Описаний у 2021 році.

## Поширення
Ендемік Індії. Поширений у долині Чурах у штаті Гімачал-Прадеш.

## Історія відкриття
Вперше цю змію сфотографував індійський аспірант Вірендер Бхардвадж. У 2020 році Бхардвадж почав досліджувати своє рідне місто Чамба у штаті Хімачал-Прадеш і публікувати фотографії знайденого в Instagram. Коли він опублікував фотографію змії в червні 2020 року, біологи Зішан Мірза і Харшіл Патель побачили її і припустили, що це може бути неописаний вид. Вони зв'язалися з Бхардваджем, та згодом зібрали жіночий голотип і чоловічий паратип опоблизу села Танеї Коті в долині Чурах 22 і 25 червня відповідно. На основі аналізу ДНК та морфології дослідники дійшли висновку, що зразки представляють окремий вид, і описали його як Oligodon churahensis.